# Mišjak
Koordinati:   44°18′08″N, 15°11′08″E
Mišjak je majhen nenaseljen otoček v Jadranskem morju, ki pripada Hrvaški.
Mišjak, na katerem stoji svetilnik, leži pred vhodom v zaliv Uvala Stara Novalja, na otoku Pagu, severozahodno od otočka Zečevo, od katerega ga loči okoli 0,3 km širok in do 4 m globok preliv. Njegova površina meri 0,081 km². Dolžina obalnega pasu je 1,24 km.
Na skrajni severozahodni točki otočka stoji svetilnik. Iz pomorske karte je razvidno, da svetilnik oddaja svetlobni signal: Z Bl 3s. Nazivni domet svetilnika je 3 milje.